# Păpăuți (Rumunia)
Păpăuți  (węg. Papolc) – wieś w Rumunii, w okręgu Covasna, w gminie Zagon. W 2011 roku liczyła 1275 mieszkańców.